# Кизи, Бобби Джо
Бобби Джо Кизи (англ. Bobby Joe Keesee, 18 февраля 1934 года — 31 декабря 2010 года) — американский убийца, дезертир, угонщик самолётов, военнопленный и государственный преступник, получивший известность в начале 1960-х годов благодаря своим скандальным выходкам, которые получили освещение в средствах массовой информации США и ряда других стран, на или над территорией которых совершались его преступления. Первый американский перебежчик периода Холодной войны, совершивший свой побег на самолёте. Единственный лётчик-перебежчик, выданный Кубой американским властям, и единственный американский пленённый авиатор из числа гражданских лиц, выпущенный из северовьетнамского плена в рамках соглашения о возвращении военнопленных (все остальные американские военнопленные лётчики состояли на действительной военной службе и были сбиты над территорией Северного Вьетнама в ходе боевых действий). Как результат его противозаконных деяний были существенно ужесточены требования к безопасности полётов над Таиландом, а также к обеспечению физической охраны дипломатического персонала США за рубежом.

## Служба
Роберт Джозеф Кизи родился в 1934 году. По достижении призывного возраста был призван в Армию США, проходил службу в составе американского оккупационного контингента войск в Корее на заключительном этапе Корейской войны. В армии Кизи дослужился до звания сержанта, проходил службу в США на военной базе «Форт-Хуачука», штат Аризона.

## Дезертирство
15 февраля 1962 года Кизи, получив пятидневный отпуск для поездки в Гуаймас, штат Сонора, Мексика, покинул свою военную базу «Форт-Хуачука», куда должен был прибыть 20 февраля и не возвратился. Ввиду неявки в срок его зачислили в списки самовольно оставивших часть, а 28 февраля — в дезертиры.

## Угон самолёта на Кубу
23 марта 1962 года улетел на Кубу на арендованном самолёте «Пайпер Команч» с аэродрома в г. Маратон, штат Флорида, приземлившись в Гаване, в аэропорту Либертад. На пресс-конференции для кубинской прессы он заявил, что дезертировал из Армии США. 24 марта Гаванское радио выступило с сообщением о прибытии воздушного гостя, он представился им как Бобби Гиш из Амарилло, штат Техас,. Официальные представители Департамента армии США в Вашингтоне констатировали факт дезертирства, кроме того, после запроса в органы полиции и уточнения данных о личности преступника, Кизи инкриминировалось изготовление и использование подложных документов.
Кизи запросил кубинские власти о предоставлении ему политического убежища, в чём ему было отказано. Всего он пробыл на Кубе 49 суток, после чего 11 мая он был передан США. На суде Кизи выступил со скандальным заявлением, что его перелёт на самом деле был элементом спланированной спецоперации ЦРУ. В ходе слушаний суда по 153 пунктам обвинительного приговора, из которых 152 были сняты, а по оставшемуся он был по приговорён к пяти годам лишения свободы с отбытием наказания в федеральном исправительном учреждении в штате Аризона, из которых отбыл два года, после чего был освобождён за примерное поведение, после чего проживал в Сан-Диего, штат Калифорния.

## Угон самолёта в Северный Вьетнам
Впоследствии Кизи прославился громким угоном ещё раз, через восемь лет. В сентябре 1970 года он прибыл в столицу Таиланда г. Бангкок, где, отрекомендовавшись кинопродюсером Бобом Кизи, 14 сентября нанял за $60 в час гражданский самолёт Cessna 182 региональной авиакомпании Bira Air Transport с тайским экипажем (пилотом и борттехником) якобы для авиасъёмок в провинции Убонратчатхани, расположенной в северной части страны, облёт которой совершался ими в течение трёх суток. 17 сентября самолёт сделал посадку для дозаправки на американской авиабазе вблизи тайско-лаосской границы и в двух с половиной часах полёта до Вьетнама. Но в ходе обратного полёта, 18 сентября, через 20 минут после взлёта Кизи захватил самолёт и под угрозой пистолета, сначала проследовав через воздушное пространство над центральной частью Лаоса, а затем через зону боевых действий в приграничном регионе (в районе «тропы Хошимина»), где их самолёт получил повреждения от зенитного огня с земли местными лаосскими партизанскими отрядами, полетел дальше и совершил посадку в южной части Демократической Республики Вьетнам.
Неизвестно, на что рассчитывал Кизи во время совершения угона, но северовьетнамские власти заключили его под стражу за угон самолёта и захват гражданских лиц в заложники, тот факт, что он был гражданином государства-агрессора (США), с которым ДРВ вела войну, не было расценено смягчающим обстоятельством и на решение суда не повлияло. Самолёт вместе с пилотами, бывшими военнослужащими ВВС Таиланда, был возвращён вьетнамской стороной в течение двух часов и прибыл своим ходом на авиабазу «Накхонпханом». После этого инцидента были приняты меры безопасности экипажей воздушных судов, экипажи всех таиландских авиалиний получили ручное стрелковое оружие (пистолеты) для самозащиты в случае попытки захвата. Стюардессам и другим лицам был воспрещён вход в кабину пилотов, она опечатывалась перед вылетом, съестные припасы и вода для питания пилотов находились непосредственно в кабине в виде, готовом к употреблению в пищу.
По приговору северовьетнамского суда Кизи отбывал заключение в Ханойской тюрьме усиленного режима для военнопленных до 14 марта 1973 года, пока не был выпущен в рамках соглашения об освобождении американских военнопленных, — он был единственным гражданским лицом среди выпущенных из плена американских военных лётчиков, прибывших военным бортом на авиабазу «Марч» в Калифорнии. На родине пленников, а в их числе и Кизи, встречали как героев.

## Похищение дипломата
Уже через год, 28 мая 1974 года, сорокалетний Кизи снова был арестован сотрудниками ФБР в своём доме в Хантингтон-Бич по подозрению в похищении 28 марта 1974 года Джона Паттерсона, вице-консула США в Эрмосильо, Мексика, с последующим вымогательством выкупа и попыткой похищения жены дипломата Энн Паттерсон. Кизи содержался неподалёку от дома, в Оринджской окружной тюрьме и позже был судим в Сан-Диего, где состоялись слушания по делу, и снова приговорён к очередному сроку заключения, на этот раз к двадцати годам лишения свободы.

## Убийство Гарри Кристиансена
В январе 1999 года Кизи застрелил с целью ограбления чемпиона по гонкам на моторных лодках Гарри Кристиансена и был задержан на следующий день. За это он преступление он в 2000 году был приговорён к пожизненному заключению и умер в тюрьме.